# Óbánya
Óbánya (németül Altglashütte) község Baranya vármegye Pécsváradi járásában, a Kelet-Mecsekben, egy szurdokvölgyben, Mecseknádasd közelében.
A természeti és épített környezet szépsége miatt Óbányát néha „magyar Svájc” néven is említik.

## Fekvése
A két domb közt fekvő kis község a Kelet-Mecsek Tájvédelmi Körzet egyik szűk völgykatlanában fekszik. A 6-os főútról Mecseknádasdnál kb. 3,5 km-es letéréssel találhatjuk meg. A zsáktelepülés egyetlen utcájának házai mellett gyors folyású hegyi patak, az Öreg-patak fut végig. Területén jelzett turistautak kereszteződnek. Óbánya régóta kedvelt üdülő és kirándulóhely. Külterületének 90%-a erdő.

## Története
A szépsége és gyönyörű fekvése, valamint jelentős mértékben német nemzetiségű lakossága miatt „magyar Svájcként” is emlegetett Óbánya területének már az Árpád-korban is voltak lakosai, ám önálló településként csak a 18. századtól jegyzik. (Egy 1773-ból származó iratban Alte Glashütte néven szerepel.) Temploma középkori eredetű.
Óbánya – német nevén Altglashütte – irtástelepülésként jött létre 1711-ben a Pécsi Püspökség üveghutája (officina vitraria) körül. Az üvegcsűr a mai település keleti részén, a patak közelében, a régi iskola, jelenlegi faluház/IKSZT helyén állhatott. A XIX. században még ezt a környéket "Glashüttengrund" (üveghuta-hely) néven említették. Ezen a részen annyira kiszélesedik az egyébként igen szűk patakvölgy, hogy ott egy apró hutatelepülés elférhetett, az üvegcsűr köré tömörülő, halmazos szerkezetben. A hutát officina (=műhely), fodina (=bánya), és fornax (=olvasztókemence) elnevezéssel említik. Az alapító Nesselrode Ferenc Vilmos pécsi püspök, aki személyében Baranya Vármegye főispánja is volt. Az üvegfúvók a püspöki uradalom saját használatára, a Pécsi Egyházmegye templomai, plébániái, egyéb egyházi épületei részére és eladásra készítették az üveget. Az első üvegkészítő mester- magister vitrarius, akinek a nevét ismerjük: Georg Guny. Az itt élt német telepesek a közép-németországi Spessart hegység hutavidékéről, néhányan Stájerországból és Burgenlandból jöttek Baranyába. A legismertebb hutamesterek és üvegfúvók: a Kunckel, Imhof, Englert, Ernst, Weigand családok. A környező erdőségek fáinak felhasználását követően 1751-ben az üveghutát áttelepítették a patakvölgy távolabbi részébe, ahol a későbbiekben létrejött Neuglashütte, Kisújbánya település. Az üveghuta megszűnése után Óbányán a vízimalmok és a fazekasság adott jó megélhetést.
A lakosságszám folyamatosan, változó ütemben csökken. Míg 1949-ben még 403-an laktak itt, addig 2004-re ez a szám 140-re csökkent.
A községben 89 ház őrzi a múlt századi, fésűs beépítésű, oldaltornácos faluképet.

### Napjainkban
Útjai 80%-ban portalanítottak. A település vezetékes ivóvízzel, szennyvízcsatornával és vezetékes gázzal ellátott. A község telefonellátottsága minden igényt kielégítő: egy nyilvános fülke mellett a lakások kétharmadában találhatunk telefont. Ezenkívül egy kis élelmiszerbolt, egy ajándékbolt, egy kocsma és egy vendéglő is van. A falu központjában a kocsma és a bolt a Jéhn család vállalkozásában működik. A tömegközlekedést a helyközi busz jelenti, amelynek megállója szintén a faluban található.

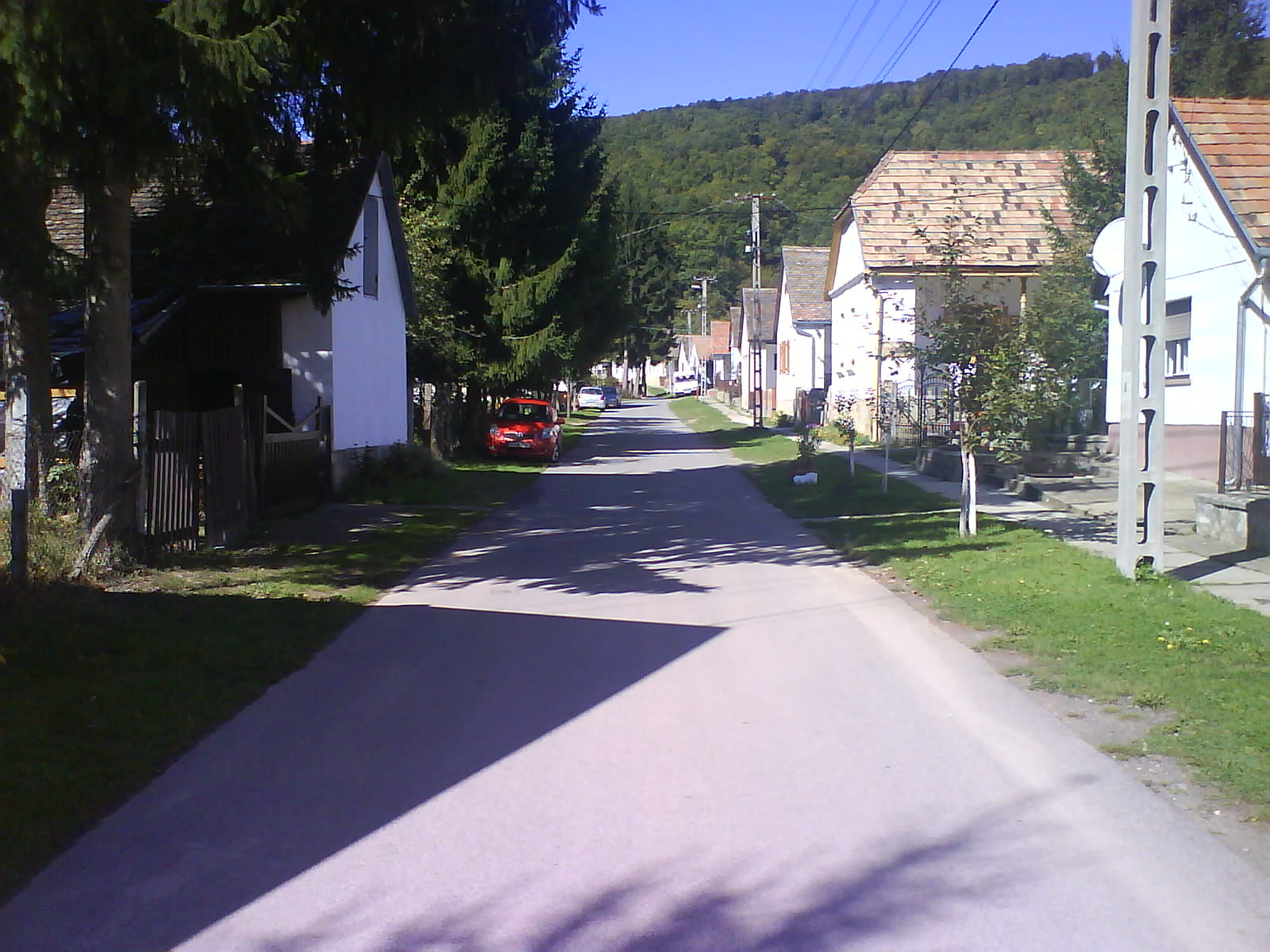
Óbánya főutcája kora ősszel

Élénk gazdasági életről Óbányán nem beszélhetünk. Ennek előnye, hogy környezetszennyező ipari és mezőgazdasági tevékenységet nem folytatnak a településen. A lakosság turizmusából él, amely már régóta igen jelentős a faluban. A nagy hagyományokkal rendelkező kézműves fazekasok mellett csak a kereskedelem, vendéglátás és szolgáltatás egységei vannak jelen.
Összesen 14 vállalkozás működik itt, amelyeknek köszönhetően munkanélküliségről szinte nem is beszélhetünk a faluban.
Számos turisztikai és idegenforgalmi létesítményt kell megemlíteni. Mecseknádasd felől közeledve az Imhof-tanyával szemben található a Bambi kemping, melyet egy Hollandiából ideköltözött család üzemeltet.
Falu határának keleti szélén épült, a Zölderdő panzió és vendéglő, melyet családi vállalkozásban működtetnek.
A település nyugati nyúlványaiban, valamint a külterületen húzódó összeszűkült völgyben szintén üdülő jellegű funkciók telepedtek meg: a Turistaház az Öreg Malomhoz vendégház mellett különböző gyermektáborokat és pihenőházakat, erdei turista- és kulcsosházakat találunk. Az előzőeken kívül még 6 család foglalkozik szállásadással saját lakásán vagy külön vendégházban. Így nem csoda, hogy 2005-ben összesen 1097 belföldi és 2 külföldi turista töltött legalább egy éjszakát a településen.

## Közélete

### Polgármesterei
- 1990–1994: Dani Ferenc (független)[4]
- 1994–1998: Dani Ferenc (független)[5]
- 1998–2002: Dani Ferenc (független)[6]
- 2002–2006: Dani Ferenc (független)[7]
- 2006–2008: Dani Ferenc (független)[8]
- 2008–2010: Mezey Mihály (független)[9]
- 2010–2014: Mezey Mihály (független)[10]
- 2014–2019: van Groeningen Irén (független)[11]
- 2019–2024: van Groeningen Irén (független)[12]
- 2024– : Van Groeningen Irén (független)[1]

## Népesség
A település népességének változása:
| Lakosok száma | 357  | 380  | 401  | 177  | 115  | 130  | 120  | 88   | 100  | 88   |
|               | 1870 | 1910 | 1941 | 1990 | 2011 | 2014 | 2015 | 2021 | 2022 | 2024 |

2001-ben a lakosság 30%-a német nemzetiségű volt.
A 2011-es népszámlálás során a lakosok 51,3%-a magyarnak, 49,6% németnek mondta magát (26,1% nem nyilatkozott; a kettős identitások miatt a végösszeg nagyobb lehet 100%-nál). A vallási megoszlás a következő volt: római katolikus 64,3%, református 4,3%, felekezeten kívüli 0,9% (30,4% nem nyilatkozott).
2022-ben a lakosság 88%-a vallotta magát magyarnak, 42% németnek, 1% cigánynak, 1% ruszinnak, 1% örménynek, 1% görögnek, 1% egyéb, nem hazai nemzetiségűnek (11% nem nyilatkozott; a kettős identitások miatt a végösszeg nagyobb lehet 100%-nál). Vallásuk szerint 41% volt római katolikus, 3% református, 1% egyéb katolikus, 10% felekezeten kívüli (43% nem válaszolt).

## Nevezetességei
A szépen rendben tartott udvarokat általában a hegyoldalba mélyülő pincék zárják. Az utcaképet a település közgyűlése védetté nyilvánította, a romantikus, régies hangulattól a lakók sem kívánnak eltérni. A magyar községek közül Óbánya kapta meg elsőként a Kós Károly-díjat, 1992-ben.
A területet több jelzett turistaút is keresztezi, és a környező hegyek a természetjáró turisták közkedvelt kirándulóhelyei.
Különösen szépek a Steinmalomtól Kisújbányáig húzódó Óbányai-völgy kis vízesései, melyeket a különböző keménységű kőzetekben a patak eróziós hatása alakított ki. A völgyben található Csepegő-szikla igazi látványosság, mely a természetjárók gyakori találkozóhelye. A terület növény-és állatfajokban gazdag, több ritka faj termő-illetve élőhelye.
Óbánya népművészete, hagyományai igen figyelemreméltóak. A helyiek olyannyira féltve őrzik népi hagyományaikat, szokásaikat, hogy otthonaikban még ma is a sváb nyelvet beszélik. Majd minden házhoz hozzátartozik egy oldaltornác – ez az építészeti hagyomány a 19. századból maradt fent.
A hajdani működő vízimalmairól, forrásairól, pisztrángos taváról nevezetes település igen korán híressé válik mázas karcolt kerámiáiról, edényeiről. Egykor a fazekasság jelentette szinte az egyetlen megélhetési lehetőséget a falu lakói számára, apáról fiúra szállt a mesterség, akik különböző vásárokon kínálták portékáikat. A helyi fazekasok által készített világosbarna, zöldmázas, dús mintázatú, csipkézett szélű, karcolt edények már a kezdetektől messze földön nagy hírnévnek örvendtek Az óbányai fazekasság a két világháború között virágzott igazán, amikor is 10-15 fazekas űzte egyszerre bravúros hozzáértéssel e mesterséget.
A jellegzetes óbányai fazekak igen gyakran mélybarnák, mélytüzűek; mintázatban gazdagok. Sok nagynevű fazekas dinasztiát tartanak számon a községben: elsők közt a Keszler-, a Teimel-, a Kovács- és a Müller-dinasztiát említhetjük, valamennyien nagyon sokat tettek azért, hogy Óbánya neve forogjon, ismertté váljon az ország határain túl is. A ma is aktívan dolgozó két család közül Keszler István műhelyéből modernebb vonalvezetésű, formailag szabadabb alakítású kerámiák – tányérok, kancsók, tálak stb. – kerülnek ki, míg Teimel István (Kiváló Népi Iparművész, valamint Népművészet Mestere ősökkel is büszkélkedhető) munkái erősebben kötődnek a hagyományhoz. Főként az édesapától, a népművészet mesterétől tanult mintákhoz. Keszler István fazekas műhelyében betekintést nyerhetünk a helyi fazekasság életébe, munkásságába és fazekas foglalkozásokon is részt vehetünk.
A német olvasókör és a Német Kisebbségi Önkormányzat kezdeményezésével létrejött Falumúzeumban megtaláljuk az üvegművesség régi és részben mai remekeit, a paraszti gazdálkodás eszközeit, a német népviselet nagy gonddal válogatott kincseit – köztük Heim Péterné óbányai asszony által felöltöztetett babákat – és számos más tárgyi értéket is. A gazdag fazekaskiállítás anyaga részben helyi gyűjtés, részben dr. Bíró Ferenc pécsváradi orvos adománya.
A népi iparművészetek közül kiemelkedik még a fafaragás, Óbánya megbecsült szülötte volt Haklik Mihály fafaragó mester.
A helyi néphagyományokhoz tartozik a Hutzelsonntag ünnep, amelyet a katolikus vallás szerint Nagyböjt első vasárnapján tartják. Nevét – Hutzel – a német nemzetiségi lakosságtól nyerte, mely az „aszalvány, aszalt gyümölcs” megfelelője, egyben a böjti étkek egyik meghatározója a településen. Termésjósló szokás, amit még a betelepített németek az óhazából hoztak magukkal és egészen az 1970-es évekig művelték. Ez idő tájt azonban megszakadt a folyamat. Pár éve újította meg a falu a régi szokást, a helyi Német Nemzetiségi Önkormányzat szervezésében. Ilyenkor az est beálltával legurul a „tüzeskerék” – „Hutzelrod” – a hegyről. A néphit szerint amerre a kerék gurul, arra várható az évben a jobb termés.
Üveges Hétvége a Zengővidéken, illetve a Kelet-Mecsekben címmel 2008-tól évente vonzó és sikeres programokat szerveznek - együttműködve Hosszúhetény, Püspökszentlászló, Kisújbánya, Pusztakisfalu településekkel - melyekben az üvegművességhez, az üveggyártás történetéhez kapcsolódó kiállítások, szakmai előadások, bemutatók, megemlékezések szerepelnek, s ezekhez üveg- és más kézműves termékek kirakodó vására kapcsolódik. Óbányán a 2008., a 2011., a 2017. és a 2021. években volt üvegfúvás bemutató Smetana Ágnes, Kertészfi Ágnes, Pattantyús Gergely, James Carcass, Hegyvári Bernadett üvegművészek és Ferenczi Károly, Mártonfi István, Kanál János, Budveszel Gyula üvegfúvó mesterek közreműködésével.